# 托馬希夫卡 (法斯蒂夫區)
50°11′23″N 29°48′58″E / 50.18972°N 29.81611°E

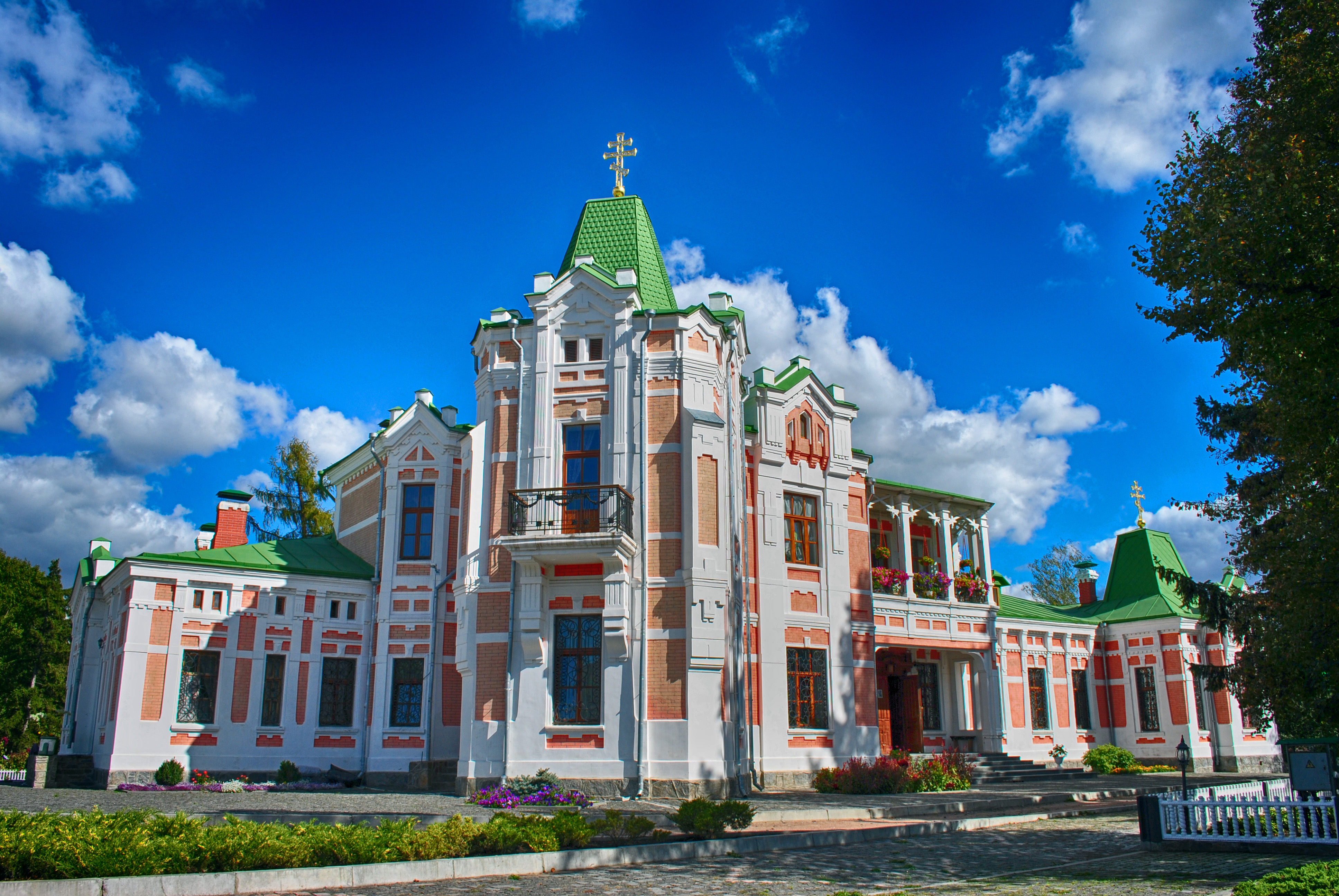
修道院，原为庄园建筑

托馬希夫卡（烏克蘭語：Томашівка）是位於烏克蘭北部的村莊，由基辅州法斯蒂夫區的托馬希夫卡市鎮負責管轄，並為該市鎮的行政中心。該村始建於1676年，面積2.04平方公里，海拔高度145米，2001年人口455，人口密度每平方公里223人。